# Speck
Lo speck è un tipo di salume italiano,  austriaco e tedesco, originario della regione storico-geografica del Tirolo e ottenuto generalmente dalla coscia di suino sottoposta a un processo di affumicatura a freddo.
È diffuso in Alto Adige, in Trentino, in Veneto, in Valtellina, in Valle d'Aosta, in Friuli-Venezia Giulia, in Carinzia e in Tirolo.

## Tipologie
Lo "Speck Alto Adige" ha ricevuto nel 1996 il riconoscimento di Indicazione geografica protetta. Lo speck prodotto in Alto Adige che non rientri nel disciplinare IGP e quello prodotto in Trentino sono riconosciuti come prodotti agroalimentari tradizionali.
In Austria sono prodotte altre varianti di speck, di cui due hanno ottenuo il marchio IGP: il Tiroler Speck e il Gailtaler Speck
In Valle d'Aosta nel 2008 un noto salumificio locale dopo due anni di sperimentazione ha iniziato la produzione di Reinhold Speck, un tipo di speck affumicato alle piante aromatiche alpine.
Altra produzione tipica è quella dello speck di Sauris, prodotto della tradizione di Sauris, un paesino situato a 1200 metri s.l.m. in Friuli con origini e lingua germanica.

## Tradizione altoatesina

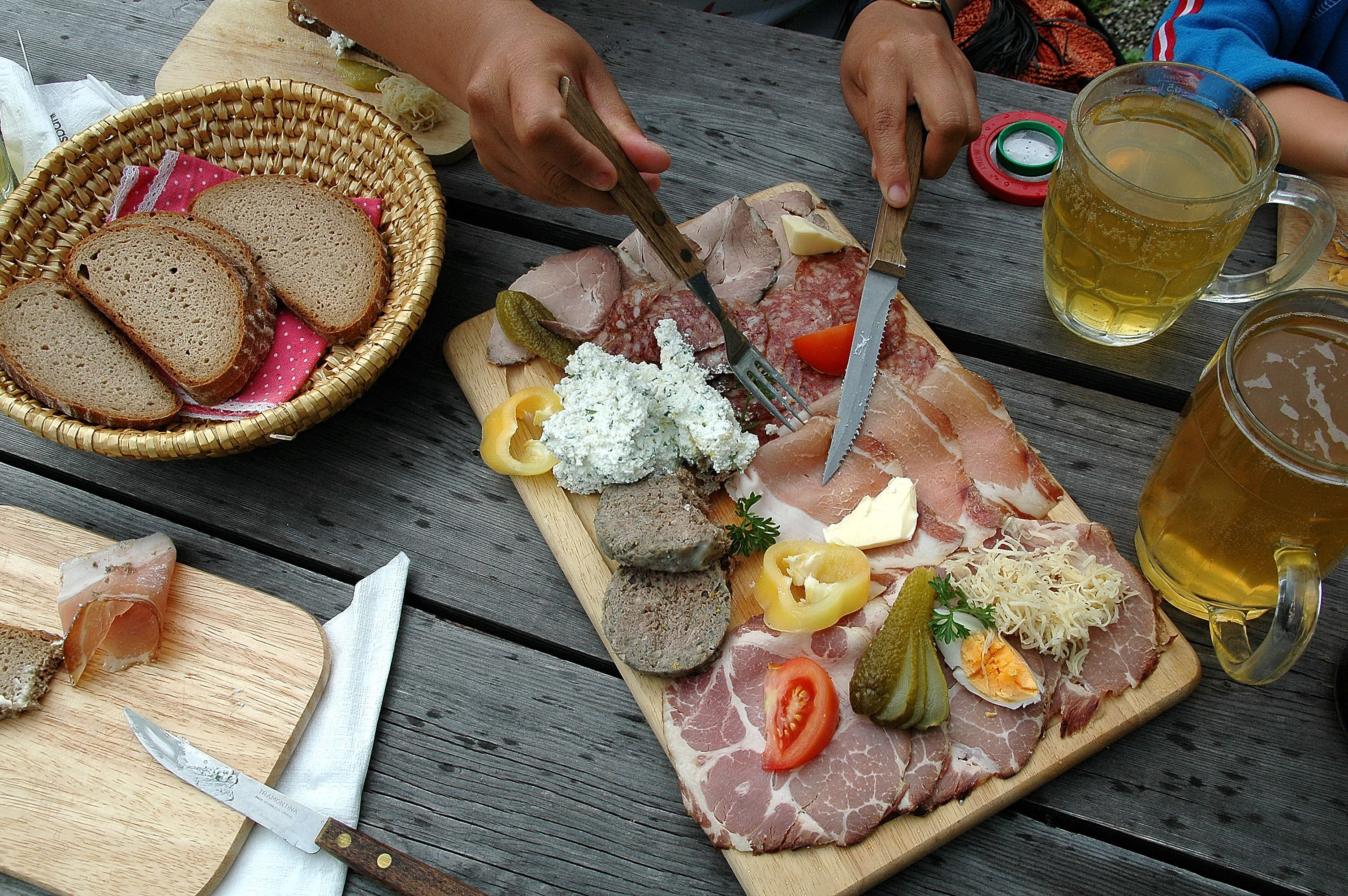
Brettljause, la tipica merenda altoatesina e tirolese

Nella tradizione altoatesina, lo speck era il cibo consumato dai contadini e costituiva una fonte di energia durante i lavori nei campi. Col tempo è diventato anche il protagonista di banchetti in occasione di festeggiamenti e cerimonie di benvenuto. Quest'ultima funzione è stata tramandata fino ai giorni nostri: lo speck, insieme al pane nero e al vino o birra, costituisce l'elemento chiave della tipica "merenda" altoatesina, consumata e offerta come simbolo di ospitalità.
Brettljause è il nome della tipica merenda tirolese (in dialetto sudtirolese viene chiamata Marende), un'usanza che trae appunto origine dalla tradizione contadina e che vive tuttora nei masi e nelle baite. Essa consiste in un tagliere con speck, salsicce, formaggi tipici e cetrioli, accompagnato da pane casereccio e vino. Nella Marende, lo speck dev'essere ben stagionato ed è servito in un pezzo intero largo circa 3 cm, successivamente tagliato a pezzetti di medie dimensioni.